# Gheorghe Negrescu
Gheorghe  Negrescu (n. 28 ianuarie1887, Bârlad – d. 1977, București) a fost un general român, erou aviator din Primul Război Mondial, unul dintre pionierii aviației române, fiind al treilea aviator brevetat în România, după Ștefan Protopopescu și Mircea Zorileanu, și al doilea ca pilot militar. Numele său a fost dat marii unități militare Flotila 70 Aviație „General Aviator Inginer Gheorghe Negrescu”.
născut la 26.01.1888. Grade: sublocotenent - 01.07.1909, locotenent - 03.12.1912, căpitan - 01.11.1916, maior - 01.09.17, locotenent-colonel - 01.10.1925, confirmat în aeronautică la data de 31.08.1931, comandor - 01.10.1931 .

## Studii
A urmat Liceul Gheorghe Roșca Codreanu din Bârlad, pe care l-a absolvit în 1907.
În 2 mai 1911 este admis prin ordin al Ministerului de Război să urmeze cursurile școlii de pilotaj Chitila, alăturându-se, împreună cu încă trei ofițeri, maiorului Macri Ioan și sublocotenentului Ștefan Protopopescu, admiși la 18 aprilie din același an. El și Protopopescu se vor dovedi cei mai buni, fiind desemnați să transporte în 30 august 1911 pe calea aerului primele două aparate Farman III model 1909 construite la Atelierele Chitila la hangarele de pe platoul Cotroceni. Protopopescu și Negrescu, ambii în acel moment sublocotenenți, au fost printre primii piloți militari brevetați în România, fiind singurii brevetați de la școala de pilotaj Chitila, școala încetându-și activitatea în 1912 din lipsă de fonduri.
Negrescu a fost brevetat ca pilot militar în 17 iulie 1911, fiind al treilea după Protopopescu, brevetat în 12 iulie și Mircea Zorileanu, brevetat în 15 iulie.

## Aviator militar

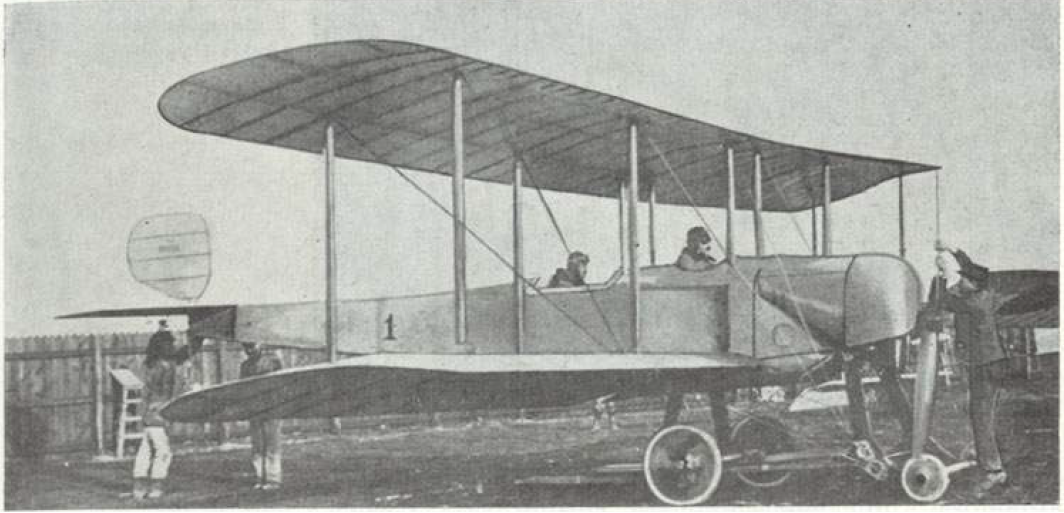
Gheorghe Negrescu (în scaunul din față) și Andrei Popovici în carlinga unui Bristol T.B.8 la Cotroceni.

După brevetare, în 1 aprilie 1912, slt. av. Gheorghe Negrescu a fost încadrat ca pilot instructor la nou înființata școală militară de pilotaj de pe aerodromul de la Cotroceni. Împreună cu slt. av. Ștefan Protopopescu a elaborat documentele: Norme pentru urmarea cursurilor teoretice și practice de către elevii Școlii de aviațiune și Regulamentul Școlii militare de aviațiune.
Efectuează o serie de zboruri de mare distanță. Între 13 și 18 octombrie 1912 efectuează, în formație cu Andrei Popovici, un zbor pe ruta București – Botoșani pilotând un avion Bristol Coandă Tractor.
La 7 ianuarie 1913, pilotând un Monoplan Bristol-Coandă este brevetat la Royal Aero Club (en) (brevet nr. 383, ca Lieut. Georges Negresco) în cadrul școalii de pilotaj Bristol School de la Salisbury Plain (en).
Între 1913-1914, împreună cu Protopopescu, a studiat la Școala Superioară de Construcții Mecanice și Aeronautice din Paris, devenind unul din primii ingineri militari de aviație ai armatei române.
După revenirea în țară, în 1915, locotenentul Gheorghe Negrescu și-a continuă activitatea de instructor de zbor la școala de pilotaj de la Cotroceni.

## Ofițer în Primul Război Mondial
După intrarea României în Primul Război Mondial, la 15/28 august 1916, a îndeplinit peste 20 de misiuni de recunoaștere aeriană pe teritoriul Bulgariei, fiind comandantul escadrilei „Farman 2”. În cadrul luptelor, avionul său a fost lovit de două ori, fiind obligat să aterizeze forțat.
În cursul anului 1917, căpitanul aviator Gheorghe Negrescu a fost numit pentru o scurtă perioadă șef al serviciului tehnic al Rezervației Generale a Aviației, cu sediul la Iași. Mai târziu, în vara aceluiași an, a fost mutat la Statul Major al Corpului 6 armată, având misiunea de a ține legătura cu aviația, în special cu Corpul Aeronautic al Armatei a I-a, comandat de maiorul Andrei Popovici. Pentru activitatea desfășurată în cei doi ani de război (1916-1918), pilotul Gheorghe Negrescu a fost decorat cu Ordinul național Steaua României cu spade, în grad de cavaler.

## După Primul Război Mondial
După Primul Război Mondial Gheorghe Negrescu a comandat Școala pregătitoare de ofițeri de aviație de la Cotroceni și Arsenalul Aeronautic de la București.
În 1935 comandorul Gheorghe Negrescu efectuează o vizită în Turcia, realizată cu șapte avioane SET-31, raid efectuat sub comanda sa.
Când a făcut parte din comisii de recepție de material volant s-a opus din răsputeri tendinței unora de a profita din plin de bugetul aviației române. Avizele date de Negrescu, intransigența acestuia, profesionalismul și curajul său de a-și exprima opiniile l-au costat însă mult, fiind de multe ori înlăturat din funcția pe care o deținea sau întârziat la avansarea în grad.
Ajuns general de escadră, Negrescu a fost pensionat la numai 53 de ani, Ion Antonescu considerându-l simpatizant al Mișcării Legionare. În timpul comunismului din anii 1950 a suferit nenumărate persecuții, atât el cât și familia sa, permițându-i-se să reia legătura cu aviația abia în anul 1965. A decedat în 1977, la vârsta de 90 de ani.

## Lucrări publicate
La 18 februarie 1931, în cadrul „Ciclului de conferințe 1930 – 1931”, lt. col. av. Gheorghe Negrescu a ținut în aula Fundației Universitare „Regele Carol I”, sub auspiciile Aeroclubului Regal al României, conferința „Problema industriei aeronautice în România”, în care a arătat că „O industrie aeronautică trebuie susținută de o industrie siderurgică, de prelucrare a metalelor, de o industrie forestieră și prelucrare a lemnului performantă, de filaturi performante.”
Alte lucrări publicate:
- Aurel Vlaicu văzut de un zburător contemporan București: Editura Militară, 1973
- Din amintirile unui vechi aviator, București: Editura Militară, 1977
- (memorii, postum) Amintiri Necenzurate (Aviația să fie a zburătorilor), 2011, ediție îngrijită de Valeriu Avram.

## Memoria posterității
Numele său a fost dat marii unități militare Flotila 70 Aviație „General Aviator Inginer Gheorghe Negrescu”.
La Fruntișeni, numele său a fost dat școlii cu clasele I-VIII din localitate și tot acolo a fost dezvelit bustul său, sculptat de Gheorghe Alupoae.

## Decorații
- Ordinul „Steaua României” în gradul de Comandor (8 iunie 1940)[20]